# (11877) 1990 EL8
(11877) 1990 EL8 là một tiểu hành tinh vành đai chính. Nó được phát hiện bởi Henri Debehogne ở Đài thiên văn La Silla ở Chile ngày 5 tháng 3 năm 1990.